# Wedding Cake
Caprice-Valse
Wedding Cake, op.  76, caprice-valse pour piano et instruments à cordes, est une courte pièce concertante pour piano et cordes composée en 1885 par Camille Saint-Saëns comme cadeau de mariage offert à la concertiste Caroline Montigny-Rémaury. 

## Présentation
Wedding Cake est composé en décembre 1885. La pièce, un « caprice-valse », est un présent offert par Camille Saint-Saëns à son amie la pianiste concertiste Caroline Montigny-Rémaury à l'occasion de son mariage avec M. de Serres,.
C'est un « épithalame mondain, de haute virtuosité, qui comprend une introduction suivie d'une valse d'une élégance et d'une légèreté d'écriture incontestables ». 
La création publique de l’œuvre est donnée le 5 février 1887 à la Société nationale de musique, salle Pleyel, par André Messager (piano), Guillaume Rémy et Armand Parent (violons), Louis Van Waefelghem (alto) et Jules Delsart (violoncelle). Une version pour deux pianos, de la main du compositeur, avait précédemment été jouée lors d'un concert caritatif pour la Pologne, avec Caroline Montigny-Rémaury et Camille Saint-Saëns aux pianos, en mars 1886. 

## Éditions

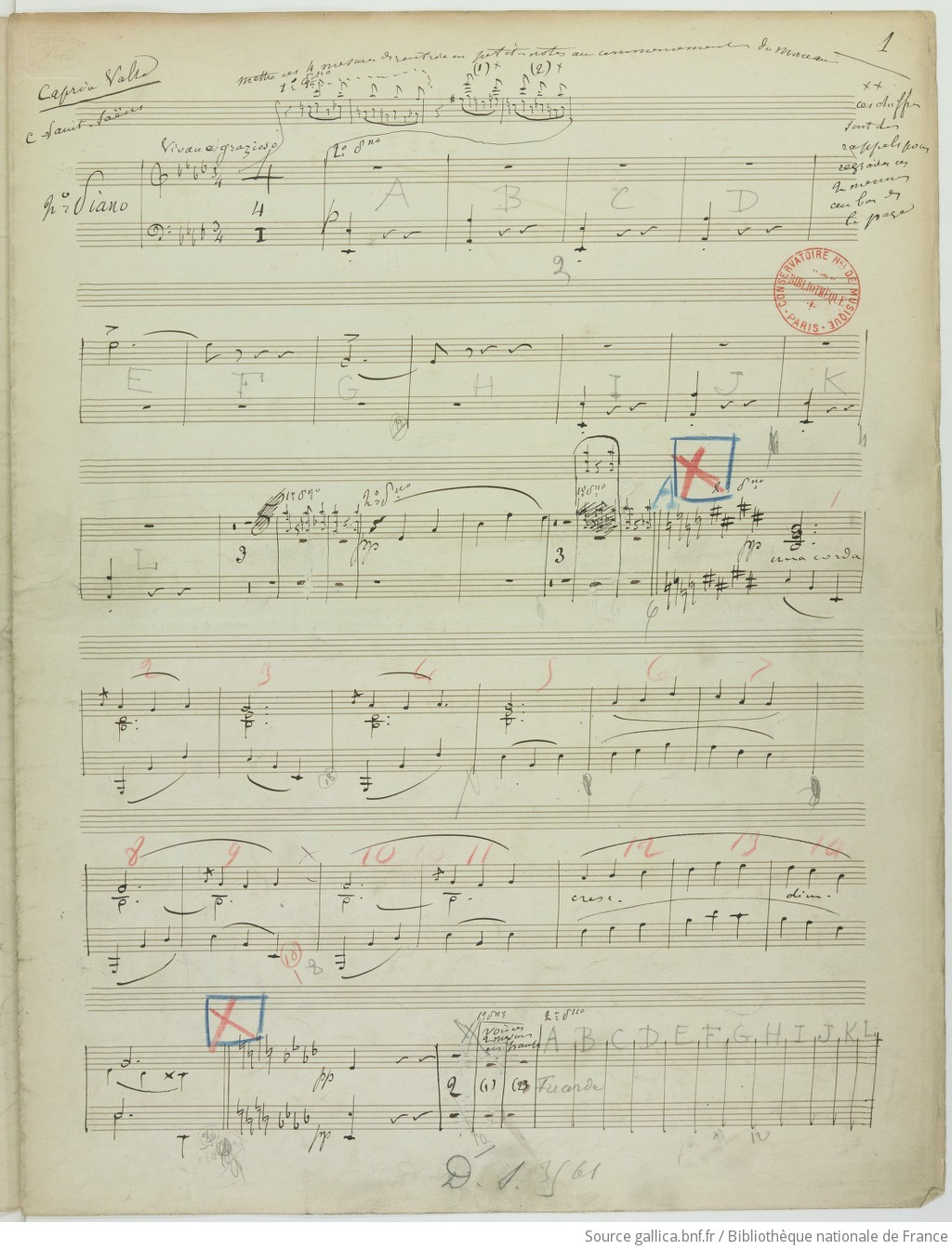
Manuscrit autographe de la première page de second piano (version pour deux pianos).

La partition, dédiée à Caroline Montigny-Rémaury, est publiée par Durand en 1886, dans sa version pour piano et cordes et dans une version de Saint-Saëns pour deux pianos (le second piano consistant en l'accompagnement du premier).  
Sont également éditées par Durand des transcriptions d'A. Benfeld pour piano seul (1887) et pour piano à quatre mains (1886).

## Structure et analyse
L’œuvre, d'une durée moyenne d'exécution de six minutes environ, comprend 496 mesures, Vivace e grazioso, à 
 ( = 88).
Pour Alfred Cortot, la page « constitue le plus aimable des cadeaux de noce, fleuri de grâces mondaines et de compliments pianistiques. Si le thème de Valse proprement dit, qui intervient comme second élément de la composition, se manifeste sous des apparences quelque peu banales et d'une facilité mélodique exagérément complaisante, la charmante frivolité du sujet initial, le fin rebondissement des rythmes au cours du premier épisode, assurent cependant à cette œuvre légère un agrément incontestable ».
Wedding Cake porte le numéro d'opus 76 et, dans le catalogue des œuvres du compositeur établi par la musicologue Sabina Teller Ratner, le numéro 124.

## Discographie
- Saint-Saëns: The complete works for piano and orchestra, CD 1, Stephen Hough (piano), City of Birmingham Symphony Orchestra, Sakari Oramo (dir.), Hyperion 67331/2, 2001.
- Saint-Saëns: Piano Concerto No. 3, Rhapsodie d'Auvergne, Africa, Wedding Cake Waltz, Romain Descharmes (piano), Malmö Symphony Orchestra, Marc Soustrot (dir.), Naxos 8.573477, 2017.
- Camille Saint-Saëns Edition, CD 6, Jean-Philippe Collard (piano), Royal Philharmonic Orchestra, André Previn (dir.), Warner Classics 0190296746048, 2021[6],[7].